# Lieke Martens
Lieke Elisabeth Petronella Martens-van Leer (Bergen (L), 16 december 1992) is een Nederlands profvoetbalster die doorgaans als aanvalster speelt. Ze werd op 6 augustus 2017 met het Nederlands elftal Europees kampioen. Tevens kreeg ze de prijs voor beste speelster van het toernooi. Op 24 augustus 2017 werd Martens door de UEFA verkozen tot Europees voetbalster van het jaar. Op 23 oktober 2017 werd Martens door de FIFA verkozen tot beste voetbalster van de wereld. Op 31 mei 2024 nam Martens afscheid van het Nederlands Elftal.

## Carrière
Martens begon met voetballen op vijfjarige leeftijd bij RKVV Montagnards in Bergen, waar ze in de F2 terechtkwam. Via F2, F1, E2, E1, D1 en de C1 doorliep ze de jeugd bij die club en rond haar achtste kreeg ze haar eerste uitnodiging voor een regionaal KNVB-elftal. Daarna stapte ze over naar Olympia '18 in Boxmeer, op aandringen van bondscoach Vera Pauw. Later nam ze ook nog deel aan het HvA-project dat opgezet was door de KNVB. In de zomer van 2009 maakte ze op 16-jarige leeftijd de overstap naar sc Heerenveen om te gaan spelen in de Eredivisie. Ze scoorde tweemaal in achttien duels voor de club.
In 2010 nam Martens met Nederland onder 19 deel aan het Europees kampioenschap. Ze maakte vier doelpunten tijdens het eindtoernooi waarmee ze samen met de Duitse Turid Knaak topscorer van het toernooi werd. Nederland werd in de halve finales uitgeschakeld na een strafschoppenserie. Martens scoorde wel vanaf elf meter. In de zomer van 2010 stapte ze over naar VVV-Venlo, dat vanaf het seizoen 2010/11 in de Eredivisie speelde. In totaal speelde ze twintig duels voor de club en was ze negen maal trefzeker. Na één jaar vertrok ze naar Standard Fémina de Liège.
Op 22 augustus 2011 maakte Martens haar debuut in het Nederlands elftal. In het duel in en tegen China startte ze in het basiselftal en speelde de gehele wedstrijd, die in een 1–1 gelijkspel eindigde. Een paar dagen later debuteerde ze voor haar club Standard in de BeNe Supercup tegen FC Twente. Martens was tweemaal trefzeker in het met 4–1 gewonnen duel. Martens maakte in een half jaar tijd zeventien doelpunten voor de club en vertrok in januari 2012 naar FCR 2001 Duisburg. De Duitse voetbalclub verzuimde echter de transfer tijdig rond te maken, waardoor Martens pas vanaf de zomer voor de club mocht spelen.
Martens werd door bondscoach Roger Reijners opgenomen in de selectie voor het wereldkampioenschap voetbal in 2015. In de eerste wedstrijd, een 0–1 overwinning tegen Nieuw-Zeeland op 6 juni 2015, maakte Martens het enige doelpunt door de bal van buiten het strafschopgebied langs de keepster te krullen. Tevens was dit het eerste doelpunt van het Nederlands dameselftal op een wereldkampioenschap. Twee jaar later behoorde Martens eveneens tot de Nederlandse selectie voor het Europees kampioenschap voetbal 2017 in eigen land. In de derde groepswedstrijd tegen België maakte zij het beslissende doelpunt (1–2), waardoor Nederland zich plaatste voor de kwartfinale. In de kwartfinale tegen Zweden scoorde Martens de 1–0 uit een vrije trap en ook bij de 2–0 had Martens een belangrijk aandeel. Nederland werd Europees kampioen door in de finale Denemarken te verslaan (4–2). Martens maakte zelf de 2–1. Na de wedstrijd werd ze, met 3 doelpunten en 1 assist in 6 wedstrijden, uitgeroepen tot beste speelster van het toernooi.
Na het EK 2017 tekende ze een contract bij FC Barcelona Femení, dat juli 2019 met twee jaar verlengd werd.
Na het WK 2019 was Martens een tijdje niet actief wegens een teenblessure. Sinds half oktober 2019 is ze weer aan het trainen en op 4 maart 2020 maakte ze haar rentree bij het Nederlands elftal.
Op 16 mei 2021 won Martens met FC Barcelona Femení de finale van de UEFA Women's Champions League, waarin met 4–0 werd gewonnen van Chelsea.
Op 16 juni 2022 tekende Martens een contract voor drie seizoenen bij Paris Saint-Germain.
Op 31 mei 2024 nam Martens na een wedstrijd tegen Finland afscheid van het Nederlands Elftal.

## Persoonlijk
Lieke Martens kreeg in 2018 een relatie met doelman Benjamin van Leer. Het stel trouwde op 13 juni 2023.

## Clubstatistieken
| Seizoen | Club               | Competitie                | Wedstrijden | Doelpunten |
| ------- | ------------------ | ------------------------- | ----------- | ---------- |
| 2009/10 | sc Heerenveen      | Eredivisie                | 18          | 2          |
| 2010/11 | VVV-Venlo          | Eredivisie                | 20          | 9          |
| 2011/12 | Standard           | Eerste klasse             | 25          | 17         |
| 2011/12 | Duisburg           | Bundesliga                | 5           | 1          |
| 2012/13 | Duisburg           | Bundesliga                | 20          | 5          |
| 2013/14 | Duisburg           | Bundesliga                | 10          | 2          |
| 2014    | Göteborg           | Damallsvenskan            | 19          | 7          |
| 2015    | Göteborg           | Damallsvenskan            | 18          | 5          |
| 2016    | Rosengård          | Damallsvenskan            | 18          | 12         |
| 2017    | Rosengård          | Damallsvenskan            | 11          | 8          |
| 2017/18 | FC Barcelona       | Primera Division Femenina | 30          | 13         |
| 2018/19 | FC Barcelona       | Primera Division Femenina | 23          | 11         |
| 2019/20 | FC Barcelona       | Primera Division Femenina | 12          | 1          |
| 2020/21 | FC Barcelona       | Primera Division Femenina | 25          | 15         |
| 2021/22 | FC Barcelona       | Primera Division Femenina | 21          | 16         |
| 2022/23 | Paris Saint-German | Division 1 Féminine       | 16          | 3          |
| 2023/24 | Paris Saint-German | Division 1 Féminine       | 16          | 3          |
| Totaal  | Totaal             | Totaal                    | 307         | 130        |

Bijgewerkt op 31 mei 2024.

## Interlandcarrière
| Interlandgoals                             | Interlandgoals    | Interlandgoals                                                   | Interlandgoals | Interlandgoals | Interlandgoals | Interlandgoals         |
| ------------------------------------------ | ----------------- | ---------------------------------------------------------------- | -------------- | -------------- | -------------- | ---------------------- |
|                                            |                   |                                                                  |                |                |                |                        |
| Goal                                       | Datum             | Locatie                                                          | Tegenstander   | Score          | Uitslag        | Competitie             |
| 1.                                         | 28 februari 2012  | GSZ Stadium, Larnaca, Cyprus                                     | Italië         | 2–1            | 2–1            | Cyprus Cup 2012        |
| (2.)*                                      | 1 juni 2012       | Woezik, Wijchen, Nederland                                       | Noord-Korea    | 1–1            | 4–1            | Vriendschappelijk      |
| 2.                                         | 5 juni 2012       | Golden Tulip Victoria, Hoenderloo, Nederland                     | Noord-Korea    | 2–0            | 2–0            | Vriendschappelijk      |
| 3.                                         | 20 juni 2012      | Stadion Srem Jakovo, Jakovo, Servië                              | Servië         | 3–0            | 4–0            | EK-kwalificatie 2013   |
| 4.                                         | 9 februari 2013   | Regenboogstadion, Waregem, België                                | België         | 2–1            | 3–2            | Vriendschappelijk      |
| 5.                                         | 8 maart 2013      | GSP Stadium, Nicosia, Cyprus                                     | Zwitserland    | 1–0            | 1–1            | Cyprus Cup 2013        |
| 6.                                         | 29 juni 2013      | Telstar Stadion, Velsen-Zuid, Nederland                          | Australië      | 1–0            | 3–1            | Vriendschappelijk      |
| 7.                                         | 29 juni 2013      | Telstar Stadion, Velsen-Zuid, Nederland                          | Australië      | 2–1            | 3–1            | Vriendschappelijk      |
| 8.                                         | 26 oktober 2013   | Estádio José de Carvalho, Maia, Portugal                         | Portugal       | 4–0            | 7–0            | WK-kwalificatie 2015   |
| 9.                                         | 23 november 2013  | Stadion Woudestein, Rotterdam, Nederland                         | Griekenland    | 1–0            | 7–0            | WK-kwalificatie 2015   |
| 10.                                        | 23 november 2013  | Stadion Woudestein, Rotterdam, Nederland                         | Griekenland    | 5–0            | 7–0            | WK-kwalificatie 2015   |
| 11.                                        | 7 maart 2014      | GSP Stadium, Nicosia, Cyprus                                     | Schotland      | 2–3            | 3–4            | Cyprus Cup 2014        |
| 12.                                        | 12 maart 2014     | GSZ Stadium, Larnaca, Cyprus                                     | Zwitserland    | 2–1            | 4–1            | Cyprus Cup 2014        |
| 13.                                        | 12 maart 2014     | GSZ Stadium, Larnaca, Cyprus                                     | Zwitserland    | 3–1            | 4–1            | Cyprus Cup 2014        |
| 14.                                        | 10 april 2014     | Stadion De Braak, Helmond, Nederland                             | Albanië        | 6–1            | 10–1           | WK-kwalificatie 2015   |
| 15.                                        | 10 april 2014     | Stadion De Braak, Helmond, Nederland                             | Albanië        | 8–1            | 10–1           | WK-kwalificatie 2015   |
| 16.                                        | 25 oktober 2014   | Tynecastle Stadium, Edinburgh, Schotland                         | Schotland      | 1–0            | 2–1            | WK-kwalificatie 2015   |
| 17.                                        | 30 oktober 2014   | Sparta Stadion, Rotterdam, Nederland                             | Schotland      | 1–0            | 2–0            | WK-kwalificatie 2015   |
| 18.                                        | 7 februari 2015   | Polman Stadion, Almelo, Nederland                                | Thailand       | 4–0            | 7–0            | Vriendschappelijk      |
| 19.                                        | 8 april 2015      | Strømmen Stadion, Strømmen, Noorwegen                            | Noorwegen      | 1–1            | 3–2            | Vriendschappelijk      |
| 20.                                        | 8 april 2015      | Strømmen Stadion, Strømmen, Noorwegen                            | Noorwegen      | 3–2            | 3–2            | Vriendschappelijk      |
| 21.                                        | 6 juni 2015       | Commonwealth Stadium, Edmonton, Canada                           | Nieuw-Zeeland  | 1–0            | 1–0            | WK 2015                |
| 22.                                        | 17 september 2015 | De Vijverberg, Doetinchem, Nederland                             | Wit-Rusland    | 1–0            | 8–0            | Vriendschappelijk      |
| 23.                                        | 17 september 2015 | De Vijverberg, Doetinchem, Nederland                             | Wit-Rusland    | 8–0            | 8–0            | Vriendschappelijk      |
| 24.                                        | 29 november 2015  | Kras Stadion, Volendam, Nederland                                | Japan          | 1–0            | 3–1            | Vriendschappelijk      |
| 25.                                        | 22 januari 2016   | Limak Arcadia Atlantis Football Center, Belek, Turkije           | Denemarken     | 1–0            | 2–0            | Vriendschappelijk      |
| 26.                                        | 8 maart 2017      | Estádio Algarve, Faro-Loulé, Portugal                            | Japan          | 2–0            | 3–2            | Algarve Cup 2017       |
| 27.                                        | 7 april 2017      | Stadion Galgenwaard, Utrecht, Nederland                          | Frankrijk      | 1–2            | 1–2            | Vriendschappelijk      |
| 28.                                        | 11 april 2017     | De Vijverberg, Doetinchem, Nederland                             | IJsland        | 3–0            | 4–0            | Vriendschappelijk      |
| 29.                                        | 13 juni 2017      | De Adelaarshorst, Deventer, Nederland                            | Oostenrijk     | 3–0            | 3–0            | Vriendschappelijk      |
| 30.                                        | 8 juli 2017       | Sparta Stadion, Rotterdam, Nederland                             | Wales          | 1–0            | 5–0            | Vriendschappelijk      |
| 31.                                        | 24 juli 2017      | Koning Willem II Stadion, Tilburg, Nederland                     | België         | 2–1            | 2–1            | EK 2017                |
| 32.                                        | 29 juli 2017      | De Vijverberg, Doetinchem, Nederland                             | Zweden         | 1–0            | 2–0            | EK 2017                |
| 33.                                        | 6 augustus 2017   | De Grolsch Veste, Enschede, Nederland                            | Denemarken     | 2–1            | 4–2            | EK 2017                |
| 34.                                        | 28 februari 2018  | Bela Vista Municipal Stadium, Parchal, Portugal                  | Japan          | 1–0            | 6–2            | Algarve Cup 2018       |
| 35.                                        | 28 februari 2018  | Bela Vista Municipal Stadium, Parchal, Portugal                  | Japan          | 6–1            | 6–2            | Algarve Cup 2018       |
| 36.                                        | 3 maart 2018      | VRS António Sports Complex, Vila Real de Santo António, Portugal | Denemarken     | 2–2            | 3–2            | Algarve Cup 2018       |
| 37.                                        | 6 april 2018      | Philips Stadion, Eindhoven, Nederland                            | Noord-Ierland  | 1–0            | 7–0            | WK-kwalificatie 2019   |
| 38.                                        | 6 april 2018      | Philips Stadion, Eindhoven, Nederland                            | Noord-Ierland  | 2–0            | 7–0            | WK-kwalificatie 2019   |
| 39.                                        | 12 juni 2018      | Abe Lenstra Stadion, Heerenveen, Nederland                       | Slowakije      | 1–0            | 1–0            | WK-kwalificatie 2019   |
| 40.                                        | 9 november 2018   | Stadion Galgenwaard, Utrecht, Nederland                          | Zwitserland    | 2-0            | 3-0            | WK-kwalificatie 2019   |
| 41.                                        | 5 april 2019      | GelreDome, Arnhem, Nederland                                     | Mexico         | 2-0            | 2-0            | Vriendschappelijk      |
| 42.                                        | 9 april 2019      | AFAS Stadion, Alkmaar, Nederland                                 | Chili          | 2-0            | 7-0            | Vriendschappelijk      |
| 43.                                        | 25 juni 2019      | Roazhon Park, Rennes, Frankrijk                                  | Japan          | 1-0            | 2-1            | WK 2019                |
| 44.                                        | 25 juni 2019      | Roazhon Park, Rennes, Frankrijk                                  | Japan          | 2-1            | 2-1            | WK 2019                |
| 45.                                        | 10 maart 2020     | Stade du Hainaut, Valenciennes, Frankrijk                        | Frankrijk      | 3-2            | 3-3            | Vriendschappelijk      |
| 46.                                        | 27 oktober 2020   | Stadiumi Fadil Vokrri, Pristina, Kosovo                          | Kosovo         | 3–0            | 6–0            | EK-kwalificatie        |
| 47.                                        | 1 december 2020   | Rat Verlegh Stadion, Breda, Nederland                            | Kosovo         | 3–0            | 6–0            | EK-kwalificatie        |
| 48.                                        | 18 februari 2021  | Koning Boudewijnstadion, Brussel, België                         | België         | 4–1            | 6–1            | Vriendschappelijk      |
| 49.                                        | 13 april 2021     | Goffertstadion, Nijmegen, Nederland                              | Australië      | 2–0            | 5–0            | Vriendschappelijk      |
| 50.                                        | 21 juli 2021      | Miyagistadion, Rifu, Japan                                       | Zambia         | 2-0            | 10-3           | Olympische Spelen 2020 |
| 51.                                        | 21 juli 2021      | Miyagistadion, Rifu, Japan                                       | Zambia         | 5–1            | 10-3           | Olympische Spelen 2020 |
| 52.                                        | 27 juli 2021      | Nissanstadion, Yokohama, Japan                                   | China          | 4-1            | 8–2            | Olympische Spelen 2020 |
| 53.                                        | 27 juli 2021      | Nissanstadion, Yokohama, Japan                                   | China          | 6–2            | 8–2            | Olympische Spelen 2020 |
| * Werd niet erkend als officiële interland |                   |                                                                  |                |                |                |                        |

## Erelijst
Standard Luik
- BeNe Supercup: 2011

 FC Rosengård
- Svenska Cupen: 2015/16
- Svenska Supercupen: 2016

 FC Barcelona Femení
- UEFA Women's Champions League: 2020/21
- Primera División Femenina: 2019/20, 2021/22
- Supercopa de España: 2020
- Copa de la Reina: 2018,2021
- Copa Catalunya: 2017, 2018, 2019

 Paris Saint-Germain
- Coupe de France: 2023/24

 Nederland
- UEFA EK: 2017
- Algarve Cup: 2018

Individueel
- UEFA Women's Player of the Year Award: 2017
- The Best FIFA Women's Player: 2017
- FIFPro World XI: 2017
- UEFA EK Speelster van het Toernooi: 2017
- UEFA EK Team van het Toernooi: 2017
- The Offside Rule Best Female Footballer In The World: 2017
- IFFHS Vrouwen Wereldelftal: 2020
- IFFHS UEFA Vrouwenelftal van het Decennium: 2011–2020

1: Van Domselaar ·
2: Wilms ·
3: Van der Gragt ·
4: Nouwen ·
5: Dongen ·
6: Roord ·
7: Beerensteyn ·
8: Spitse ·
9: Snoeijs ·
10: Van de Donk ·
11: Martens · 12: Bayings · 13: R. Jansen · 14: Groenen · 15: Dijkstra · 16: Kop · 17: Pelova · 18: Casparij · 19: Kaptein · 20: Janssen · 21: Damaris · 22: Brugts · 23: Weimar · Coach: Jonker
1: Van Veenendaal ·
2: Wilms ·
3: Van der Gragt ·
4: Nouwen ·
5: Van Dongen ·
6: Roord ·
7: Van de Sanden ·
8: Smits ·
9: Miedema ·
10: Van de Donk ·
11: Martens · 12: Folkertsma · 13: Pelova · 14: Groenen · 15: Van Es · 16: Kop · 17: D. Janssen · 18: Beerensteyn · 19: R. Jansen · 20: Kaagman · 21: Dekker · 22: Geurts · Coach: Wiegman
1: Van Veenendaal ·
2: Van Lunteren ·
3: Van der Gragt ·
4: Van Dongen ·
5: Van Es ·
6: Dekker ·
7: Van de Sanden ·
8: Spitse ·
9: Miedema ·
10: Van de Donk ·
11: Martens · 12: Pelova · 13: R. Jansen · 14: Groenen · 15: Kaagman · 16: Kop · 17: E. Jansen · 18: Kerkdijk · 19: Roord · 20: Bloodworth · 21: Beerensteyn · 22: Van der Most · 23: Geurts · Coach: Wiegman
1: Van Veenendaal ·
2: Van Lunteren ·
3: Van der Gragt ·
4: Van den Berg ·
5: Van Es ·
6: Dekker ·
7: Van de Sanden ·
8: Spitse ·
9: Miedema ·
10: Van de Donk ·
11: Martens · 12: Roord · 13: Jansen · 14: Groenen · 15: Folkertsma · 16: Christ · 17: Zeeman · 18: Lewerissa · 19: Van den Bulk · 20: Janssen · 21: Beerensteyn · 22: Van der Most · 23: Geurts · Coach: Wiegman
1 Geurts ·
2 Van Lunteren ·
3 Van der Gragt ·
4 Van den Berg ·
5 Hogewoning ·
6 Dekker ·
7 Melis ·
8 Spitse ·
9 Miedema ·
10 Van de Donk ·
11 Martens ·
12 Bito ·
13 Janssen ·
14 Hoogendijk ·
15 Van Dongen ·
16 Van Veenendaal ·
17 Middag ·
18 Van Erp ·
19 Van de Ven ·
20 Roord ·
21 Lewerissa ·
22 Van de Sanden ·
23 Christ ·
Coach: Reijners
1: Geurts ·
2: Bito ·
3: Koster ·
4: Van Dongen ·
5: Van den Heiligenberg ·
6: Hoogendijk ·
7: Van de Ven ·
8: Spitse ·
9: Melis ·
10: Van de Donk ·
11: Martens · 12: Heuver · 13: Smit · 14: Slegers · 15: Stentler · 16: Van Veenendaal · 17: Worm · 18: Dekker · 19: Versteegt · 20: Van Lunteren · 21: De Ridder · 22: Roelvink · 23: Christ · Coach: Reijners